# Kammarkören Capella Gotlandica
Kammarkören Capella Gotlandica
är en fristående blandad kör med bas i Visby på Gotland. Kören drivs som en ideell förening består av cirka 25 sångare.
Kören bildades 1991 av Peter van Tour.
Capella Gotlandica håller en blandad repertoar och sjungern nationalromantik, körjazz, James Bond-musik, folkmusik, barock och modern körlyrik. Kören uppträder också i allt från kyrkor, kyrkoruiner, konsertsalar, och festlokaler till bygdegårdar.

## Diskografi
- Gaudete och andra julsånger (2005)